# Tratado de Athis-sur-Orge

Brasão de armas dos condes da Flandres.

O Tratado de Athis-sur-Orge foi um tratado de paz assinado em 23 de junho de 1305 entre o rei Filipe IV da França e Roberto III da Flandres. O tratado foi assinado em Athis-sur-Orge após a Batalha de Mons-en-Pévèle e colocou um fim à Guerra Franco-Flamenga (1297-1305).
Nos termos do tratado, a Flandres Valona, composta pelas cidades de Lille, Douai e Orchies, ficou associada à coroa francesa. Em troca, a Flandres manteve a sua independência como feudo do reino.